# Hull City A.F.C.
Hull City (Tên đầy đủ: Hull City Association Football Club) là một câu lạc bộ bóng đá Anh tại Yorkshire. Hull City được thành lập vào năm 1904. Mùa giải đầu tiên của Hull với tư cách là câu lạc bộ chuyên nghiệp bao gồm chỉ có một trận đấu giao hữu. Vì có màu áo thi đấu là màu vàng và có sọc đen nên câu lạc bộ còn được mệnh danh là 'The Tigers', nghĩa là 'Những chú hổ'.
Dưới triều đại của Phil Brown, Hull City đã được phát triển rất nhiều về mọi mặt trong trận chiến trụ hạng mùa giải 2006-2007 và đủ điều kiện để tham gia trận play-offs sau khi kết thúc mùa giải ở vị trí thứ 3. Họ đã thắng Watford 6-1 tại bán kết và thắng Bristol City 1-0 với bàn thắng của Dean Windass tại trận chung kết được tổ chức tại sân vận động Wembley, Anh.

## Sân vận động

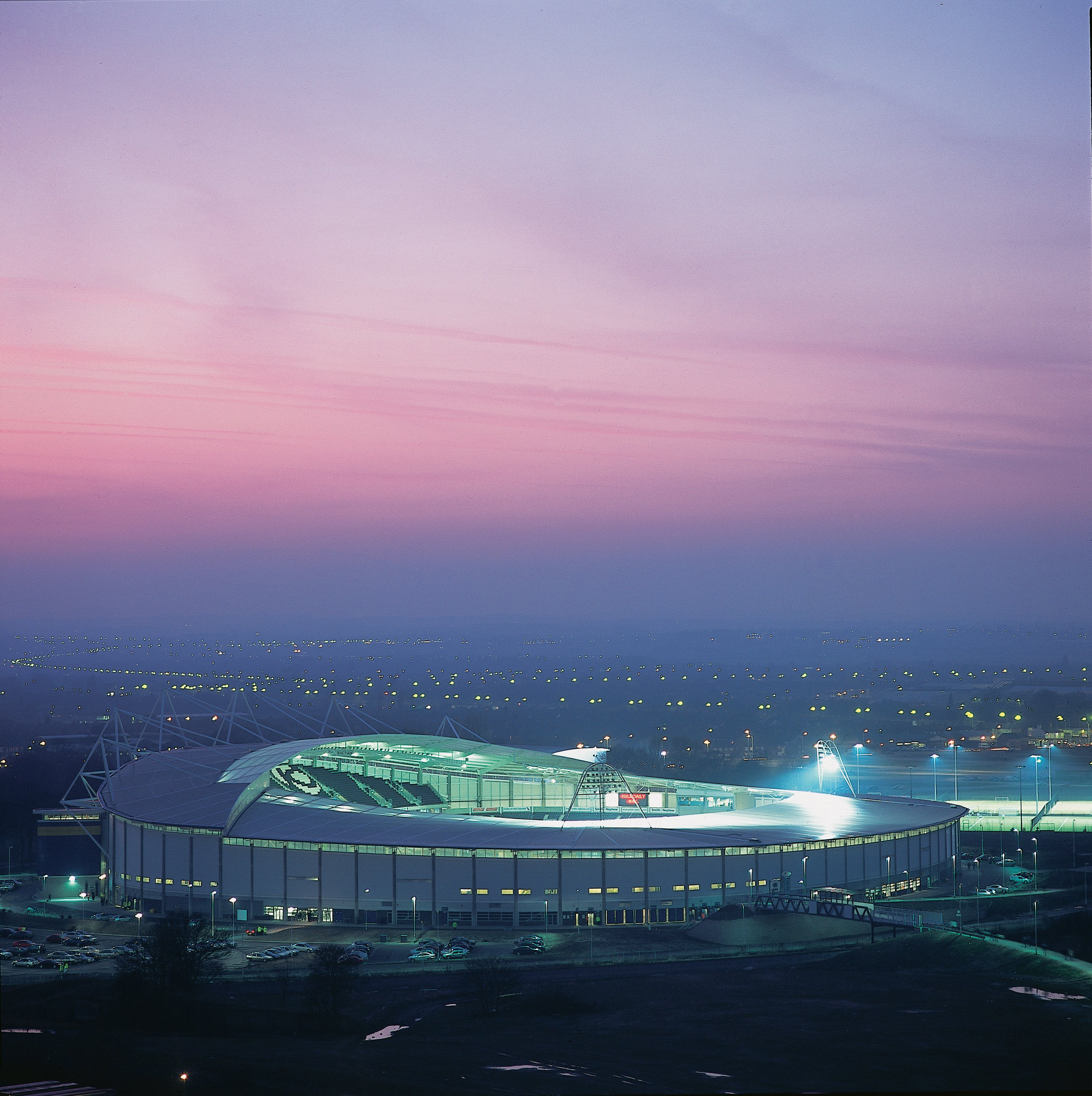
Sân vận động KCOM về đêm

Trong mùa giải 1904-1905, Hull chơi trên sân The Boulevard, nhưng sau này sân được sử dụng cho môn Bóng bầu dục nên họ phải xây một sân vận động mới. Và sân vận động mới có tên là Anlaby Road được khánh thành vào năm 1906. Trong thời gian Chiến tranh thế giới thứ hai xảy ra, sân vận động bị phá hủy bởi chiến dịch Blitz, và câu lạc bộ đã xây thêm một sân vận động mới là Boothferry Road. Vào ngày 31 tháng 8 năm 1946, sân vận động được đổi tên thành Boothferry Park.
Sau này Hull City chuyển đến sân vận động KC tại Yorkshire.

## Đội hình

### Đội hình hiện tại
Tính đến 15 tháng 8 năm 2025
Ghi chú: Quốc kỳ chỉ đội tuyển quốc gia được xác định rõ trong điều lệ tư cách FIFA. Các cầu thủ có thể giữ hơn một quốc tịch ngoài FIFA.
| Số | VT | Quốc gia         | Cầu thủ                                  |
| -- | -- | ---------------- | ---------------------------------------- |
| 1  | TM | Croatia          | Ivor Pandur                              |
| 2  | HV | Anh              | Lewie Coyle (đội trưởng)                 |
| 3  | HV | Anh              | Ryan Giles                               |
| 4  | HV | Anh              | Charlie Hughes (đội phó)                 |
| 5  | TV | Anh              | John Lundstram (cho mượn từ Trabzonspor) |
| 6  | HV | Nigeria          | Semi Ajayi                               |
| 7  | TĐ | Canada           | Liam Millar                              |
| 8  | TV | Bỉ               | Eliot Matazo                             |
| 9  | TĐ | Scotland         | Oli McBurnie                             |
| 10 | TĐ | Algérie          | Mohamed Belloumi                         |
| 11 | TĐ | Nigeria          | David Akintola                           |
| 12 | TM | Anh              | Dillon Phillips                          |
| 14 | TV | Cộng hòa Ireland | Harry Vaughan                            |
| 15 | HV | Cộng hòa Ireland | John Egan                                |

| Số | VT | Quốc gia         | Cầu thủ                                  |
| -- | -- | ---------------- | ---------------------------------------- |
| 17 | TĐ | Anh              | Abu Kamara                               |
| 18 | HV | Anh              | Cody Drameh                              |
| 19 | TĐ | Anh              | Joel Ndala (cho mượn từ Manchester City) |
| 20 | TV | Colombia         | Gustavo Puerta                           |
| 21 | TĐ | Anh              | Joe Gelhardt (cho mượn từ Leeds United)  |
| 22 | TĐ | Scotland         | Kyle Joseph                              |
| 23 | HV | Anh              | Akin Famewo                              |
| 25 | TV | Anh              | Matt Crooks                              |
| 27 | TV | Anh              | Regan Slater                             |
| 29 | HV | Cộng hòa Ireland | James Furlong                            |
| 30 | HV | Anh              | Brandon Williams                         |
| 39 | TĐ | Thổ Nhĩ Kỳ       | Enis Destan                              |
| 45 | TV | Jamaica          | Kasey Palmer                             |
| —  | TV | Maroc            | Reda Laalaoui                            |

### Cầu thủ của Năm
| Year      | Winner           |
| --------- | ---------------- |
| 1999–2000 | Mark Greaves     |
| 2000–01   | Ian Goodison     |
| 2001–02   | Gary Alexander   |
| 2002–03   | Stuart Elliott   |
| 2003–04   | Damien Delaney   |
| 2004–05   | Stuart Elliott   |
| 2005–06   | Boaz Myhill      |
| 2006–07   | Andy Dawson      |
| 2007–08   | Michael Turner   |
| 2008–09   | Michael Turner   |
| 2009–10   | Stephen Hunt     |
| 2010–11   | Anthony Gerrard  |
| 2011–12   | Robert Koren     |
| 2012–13   | Ahmed Elmohamady |
| 2013–14   | Curtis Davies    |
| 2014–15   | Michael Dawson   |
| 2015–16   | Abel Hernández   |
| 2016–17   | Sam Clucas       |
| 2017–18   | Jarrod Bowen     |
| 2018–19   | Jarrod Bowen     |
| 2019–20   | N/A              |
| 2020–21   | George Honeyman  |

## Huấn luyện viên
Tính đến 9 tháng 4 năm 2022.
Chỉ tính trận đấu chính thức, chuyên nghiệp.
| Tên              | Quốc tịch   | Thời giai tại vị                      | Trận | Thắng | Hòa | Thua | % Thắng |
| ---------------- | ----------- | ------------------------------------- | ---- | ----- | --- | ---- | ------- |
| James Ramster    | Anh         | Tháng 8 năm 1904 – Tháng 4 năm 1905   | 0    | 0     | 0   | 0    | 00.00   |
| Ambrose Langley  | Anh         | Tháng 4 năm 1905 – Tháng 4 năm 1913   | 318  | 143   | 67  | 108  | 44.96   |
| Harry Chapman    | Anh         | Tháng 4 năm 1913 – Tháng 9 năm 1914   | 45   | 20    | 10  | 15   | 44.44   |
| Fred Stringer    | Anh         | Tháng 9 năm 1914 – Tháng 7 năm 1916   | 43   | 22    | 6   | 15   | 51.16   |
| David Menzies    | Anh         | Tháng 7 năm 1916 – Tháng 6 năm 1921   | 90   | 31    | 27  | 32   | 34.44   |
| Percy Lewis      | Anh         | Tháng 7 năm 1921 – Tháng 1 năm 1923   | 71   | 27    | 18  | 26   | 38.02   |
| Billy McCracken  | Bắc Ireland | Tháng 2 năm 1923 – Tháng 5 năm 1931   | 375  | 134   | 104 | 137  | 35.73   |
| Haydn Green      | Anh         | Tháng 5 năm 1931 – Tháng 3 năm 1934   | 123  | 61    | 24  | 38   | 49.59   |
| Jack Hill        | Anh         | Tháng 3 năm 1934 – Tháng 1 năm 1936   | 77   | 24    | 15  | 38   | 31.16   |
| David Menzies    | Anh         | Tháng 2 năm 1936 – Tháng 10 năm 1936  | 24   | 5     | 8   | 11   | 20.83   |
| Ernest Blackburn | Anh         | Tháng 12 năm 1936 – Tháng 1 năm 1946  | 117  | 50    | 31  | 36   | 42.73   |
| Frank Buckley    | Anh         | Tháng 5 năm 1946 – Tháng 3 năm 1948   | 80   | 33    | 19  | 28   | 41.25   |
| Raich Carter     | Anh         | Tháng 3 năm 1948 – Tháng 9 năm 1951   | 157  | 74    | 41  | 42   | 47.13   |
| Bob Jackson      | Anh         | Tháng 6 năm 1952 – Tháng 3 năm 1955   | 123  | 42    | 26  | 55   | 34.14   |
| Bob Brocklebank  | Anh         | Tháng 3 năm 1955 – Tháng 5 năm 1961   | 302  | 113   | 71  | 118  | 37.41   |
| Cliff Britton    | Anh         | Tháng 7 năm 1961 – Tháng 11 năm 1969  | 406  | 170   | 101 | 135  | 41.87   |
| Terry Neill      | Bắc Ireland | Tháng 6 năm 1970 – Tháng 9 năm 1974   | 174  | 61    | 55  | 58   | 35.05   |
| John Kaye        | Anh         | Tháng 9 năm 1974 – Tháng 10 năm 1977  | 126  | 40    | 40  | 46   | 31.74   |
| Bobby Collins    | Scotland    | Tháng 10 năm 1977 – Tháng 2 năm 1978  | 19   | 4     | 7   | 8    | 21.05   |
| Wilf McGuinness* | Anh         | Tháng 2 năm 1978 – Tháng 4 năm 1978   | 9    | 1     | 4   | 5    | 11.11   |
| Ken Houghton     | Anh         | Tháng 4 năm 1978 – Tháng 12 năm 1979  | 72   | 23    | 22  | 27   | 31.94   |
| Mike Smith       | Anh         | Tháng 12 năm 1979 – Tháng 3 năm 1982  | 117  | 30    | 37  | 50   | 25.64   |
| Bobby Brown      | Anh         | Tháng 3 năm 1982 – Tháng 6năm 1982    | 19   | 10    | 4   | 5    | 52.63   |
| Colin Appleton   | Anh         | Tháng 6 năm 1982 – Tháng 5 năm 1984   | 91   | 47    | 29  | 15   | 51.64   |
| Brian Horton     | Anh         | Tháng 6 năm 1984 – Tháng 4 năm 1988   | 195  | 77    | 58  | 60   | 39.48   |
| Eddie Gray       | Scotland    | Tháng 6 năm 1988 – Tháng 5 năm 1989   | 51   | 13    | 14  | 24   | 25.49   |
| Colin Appleton   | Anh         | Tháng 5 năm 1989 – Tháng 10 năm 1989  | 16   | 1     | 8   | 7    | 6.25    |
| Stan Ternent     | Anh         | Tháng 11 năm 1989 – Tháng 1 năm 1991  | 62   | 19    | 15  | 28   | 30.64   |
| Terry Dolan      | Anh         | Tháng 1 năm 1991 – Tháng 7 năm 1997   | 322  | 99    | 96  | 127  | 30.74   |
| Mark Hateley     | Anh         | Tháng 7 năm 1997 – Tháng 11 năm 1998  | 76   | 17    | 14  | 45   | 22.36   |
| Warren Joyce     | Anh         | Tháng 11 năm 1998 – Tháng 4 năm 2000  | 86   | 33    | 25  | 28   | 38.37   |
| Billy Russell*   | Scotland    | Tháng 4 năm 2000 – Tháng 4 năm 2000   | 2    | 0     | 0   | 2    | 00.00   |
| Brian Little     | Anh         | Tháng 4 năm 2000 – Tháng 2 năm 2002   | 97   | 41    | 28  | 28   | 42.26   |
| Billy Russell*   | Scotland    | Tháng 2 năm 2002 – Tháng 4 năm 2002   | 7    | 1     | 1   | 5    | 14.29   |
| Jan Mølby        | Đan Mạch    | Tháng 4 năm 2002 – Tháng 10 năm 2002  | 17   | 2     | 8   | 7    | 11.76   |
| Billy Russell*   | Scotland    | Tháng 10 năm 2002 – Tháng 10 năm 2002 | 1    | 1     | 0   | 0    | 100.00  |
| Peter Taylor     | Anh         | Tháng 10 năm 2002 – Tháng 6 năm 2006  | 184  | 77    | 50  | 57   | 41.84   |
| Phil Parkinson   | Anh         | Tháng 6 năm 2006 – Tháng 12 năm 2006  | 24   | 5     | 6   | 13   | 20.83   |
| Phil Brown       | Anh         | Tháng 12 năm 2006 – Tháng 10 năm 2010 | 157  | 52    | 40  | 65   | 33.12   |
| Iain Dowie†      | Bắc Ireland | Tháng 3 năm 2010 – Tháng 6 năm 2010   | 9    | 1     | 3   | 5    | 11.11   |
| Nigel Pearson    | Anh         | Tháng 6 năm 2010 – Tháng 11 năm 2011  | 64   | 23    | 20  | 21   | 35.94   |
| Nick Barmby      | Anh         | Tháng 11 năm 2011 – Tháng 5 năm 2012  | 33   | 13    | 8   | 12   | 39.39   |
| Steve Bruce      | Anh         | Tháng 5 năm 2012 – Tháng 7 năm 2016   | 201  | 83    | 44  | 74   | 41.29   |
| Mike Phelan      | Anh         | Tháng 7 năm 2016 – Tháng 1 năm 2017   | 24   | 7     | 4   | 13   | 29.17   |
| Marco Silva      | Bồ Đào Nha  | Tháng 1 năm 2017 – Tháng 5 năm 2017   | 22   | 8     | 3   | 11   | 36.36   |
| Leonid Slutsky   | Nga         | Tháng 5 năm 2017 – Tháng 12 năm 2017  | 21   | 4     | 7   | 10   | 19.05   |
| Nigel Adkins     | Anh         | Tháng 12 năm 2017 – Tháng 6 năm 2019  | 78   | 26    | 21  | 31   | 33.33   |
| Grant McCann     | Bắc Ireland | Tháng 6 năm 2019 – Tháng 1 năm 2022   | 136  | 53    | 30  | 53   | 38.97   |
| Shota Arveladze  | Gruzia      | Tháng 1 năm 2022 –                    | 14   | 4     | 3   | 7    | 28.57   |

## Đội ngũ quản lý
Tính đến 11 tháng 2 năm 2022.
| Chức vụ                                   | Tên                |
| ----------------------------------------- | ------------------ |
| Chủ tịch                                  | Acun Ilıcalı       |
| Phó Chủ tịch                              | Tan Kesler         |
| Huấn luyện viên trưởng                    | Shota Arveladze    |
| Trợ lý huấn luyện viên                    | Peter van der Veen |
| Huấn luyện viên đội 1                     | Tony Pennock       |
| Huấn luyện viên thủ môn                   | Barry Richardson   |
| Bác sĩ đội 1                              | Stuart Leake       |
| Tuyển trạch viên                          | Terry Darracott    |
| Giám đốc thiết bị                         | John Eyre          |
| Giám đốc trung tâm đào tạo                | Jon Beale          |
| Huấn luyện viên thủ môn trung tâm đào tạo | Steve Croudson     |
| Bác sĩ vật lý trị liệu đội trẻ            | Duncan Robson      |